# 1372年
| 千纪： | 2千纪 |
| 世纪： | 13世纪 \| 14世纪 \| 15世纪                                                                                 |
| 年代： | 1340年代 \| 1350年代 \| 1360年代 \| 1370年代 \| 1380年代 \| 1390年代 \| 1400年代                           |
| 年份： | 1367年 \| 1368年 \| 1369年 \| 1370年 \| 1371年 \| 1372年 \| 1373年 \| 1374年 \| 1375年 \| 1376年 \| 1377年 |
| 纪年： | 壬子年（鼠年）；明洪武五年；北元宣光二年；越南紹慶三年；日本南朝建德三年，文中元年，北朝應安五年           |

## 大事记
- 中国
  - 明太祖第二次北伐，徐達率中路軍深入蒙古高原，卻遭到北元突襲，敗回到長城內；李文忠所率東路軍也失利，退回到明朝境內；只有馮勝、傅友德的西路軍獲勝，攻取甘州、蘭州，又在瓜州和沙州，擊敗了北元兵殘部，控制了甘肅全境。
  - 6月7日——在朱彥德和劉仲德的規劃下，王保保和部將賀宗哲在和林擊敗徐達帶領的15萬北伐大軍，斷絕了明太祖朱元璋占領元朝全部故地的企圖。
  - 7月3日——明軍將領馮勝大敗元軍，明朝從北元手中取得甘肅地區。
  - 乌思藏、朵甘内附明朝。
  - 明朝建造嘉峪关。
  - 明朝册封琉球的三个王国。
- 欧洲
  - 百年战争中，法国盟友卡斯提爾王國舰队在拉羅歇爾海戰击败英国舰队。